# Cesarjevič (bojna ladja)
Cesarjevič (rusko Цесаревич; nemško Zessarewitsch) je bila pre-dreadnought bojna ladja Ruske imperialne mornarice, zgrajena konec 19. stoletja v Franciji. Cesarjevič pomeni v ruščini prestolonaslednik. Ladja je lahko izpodrinila 13.300 ton vode; dolga je bila 118,5 metrov, posadka pa je štela 732 mož. Dizajn ladje je osnova za poznejše bojne ladje razreda Borodino. Po predaji v uporabo je bila nameščena v Port Arturju na severovzhodu Kitajske in se je borila v rusko-japonski vojni. Cesarjevič je doživel torpedni napad med napadom na Port Artur z elementom presenečenja, vendar je bil popravljen in je postal poveljniška ladja za kontraadmirala Vilgelma Vitgefta v bitki v Rumenem morju. Po bitki je bila ladja zaprta v Čingdau.
Po vojni je postal del Baltske flote. V času februarske revolucije se je posadka ladje 16. marca 1917 pridružila splošnemu uporu. 13. aprila je bil preimenovan v Graždanin (Državljan). Decembra je bil v Kronštatu. kjer so ga zavzeli boljševiki. Maja 1918 je bil upokojen in v letih 1924–1925 razrezan.
Car Nikolaj II. si je želel pristanišča na tihooceanski obali, ki pozimi ne zamrzne, že od svojega kronanja leta 1894. To mu je uspelo pridobiti marca 1898, ko je Rusija s Kitajsko podpisala 25-letno pogodbo za najem Port Arturja na polotoku Ljaotung. Japonska je veliko denarja namenjala povečevanju velikosti svoje flote in Rusija se je prav tako namenila povečati velikost svoje Tihooceanske flote za obrambo novega pristanišča. Ruske ladjedelnice so bile polno zasedene in ministrstvo za vojno mornarico se je odločilo ladje kupiti v tujini. Izbrana je bila ponudba francoske ladjedelnice Forges et Chantiers de la Méditerranée.